# Славгородская епархия
Славгоро́дская епа́рхия — епархия Русской православной церкви, объединяющая приходы и монастыри в северо-западной части Алтайского края  на территории 22 районов (в границах Славгородского, Каменского, Баевского, Крутихинского, Панкрушихинского, Тюменцевского, Благовещенского, Завьяловского, Ключевского, Мамонтовского, Михайловского, Родинского, Романовского, Бурлинского, Суетского, Немецкого, Кулундинского, Табунского, Хабарского, Павловского, Ребрихинского и Шелаболихинского райнов). Входит в состав Алтайской митрополии.
Образована 5 мая 2015 года постановлением Священного Синода.

## Епископы
- Всеволод (Понич) (9 июля 2015 — 24 сентября 2021)
- Антоний (Простихин) (24 сентября 2021 — 15 мая 2025)
- Иоасаф (Вишняков) (с 29 мая 2025)

## Благочиния
По состоянию на октябрь 2024 года:
- Благовещенское благочиние (благочинный — иерей Роман Артемюк)
- Каменское благочиние (благочинный — протоиерей Николай Гордиенко)
- Мамонтовское благочиние (благочинный — иерей Виталий Скворцов)
- Павловское благочиние (благочинный — иерей Артемий Ащепков)
- Славгородское благочиние (благочинный — иерей Антоний Киселёв))

## Монастыри
- Богоявленский монастырь (женский; Камень-на-Оби)
- Ксение-Покровский монастырь (женский; Яровое)